# Carlo Compans de Brichanteau
Il marchese Carlo Compans de Brichanteau de Challant (Chambéry, 30 aprile 1845 – Torino, 2 novembre 1925) è stato un politico e dirigente sportivo italiano che fu presidente del CONI dal 1914 al 1920.

## Biografia
Carlo Jean Eugene Compans di Brichanteau nacque a Chambéry da Alessandro Ignazio Raimondo e da Gabriella dei conti di Sannazzaro di Giarole. Il padre, di professione avvocato, ricopriva in quegli anni la carica di senatore del Regio Senato di Savoia.
Conte d’Ala e signore d’Orio, per consuetudine Carlo Compans era conosciuto come marchese di Brichanteau, titolo che gli venne conferito nel 1896 e ufficialmente ribadito nel 1906. Fu insignito del titolo di Gran Ufficiale dell'Ordine dei Santi Maurizio e Lazzaro e di Grande Ufficiale della Corona d’Italia.
Compì gli studi classici tra il 1854 e il 1856 presso il collegio dei Padri Gesuiti di Massa Ducale e poi frequentò i corsi della Facoltà di Matematica dell’Università di Genova.
Nel 1866 partecipò alla terza guerra d’indipendenza. Per la sua partecipazione alla campagna del 1870 come aiutante di campo del generale Cadorna fu insignito della medaglia dei benemeriti della liberazione di Roma.  Lasciò l'esercito nel 1876  per dedicarsi agli affari di famiglia e alla carriera politica ma continuò ad appartenere all’esercito di riserva, con il grado di maggiore degli alpini.
Sposò Albertina Pallavicino Mossi il 1º maggio 1876, da cui ebbe quattro figli: Alessandro, Ludovico, Maria Margherita e Maria Giuseppa Leontina.
Fu membro della Camera dei deputati del Regno d'Italia dalla XIII alla XXIV legislatura del Regno d'Italia, dal 1876 al 1919.
Fu Sottosegretario al Ministero delle Poste e Telegrafi, dal 1889 al 1891 nel II Governo Crispi e Sottosegretario al Ministero dell'Agricoltura, Industria e Commercio, dal 1896 al 1897 nel III Governo Di Rudinì.
Fu consigliere comunale della città di Torino dal 1878 al 1914 rivestendo tale carica per trentasei anni consecutivi.
Fu consigliere provinciale, provincia di Aosta - Ivrea per quasi trent'anni.
Nel 1910 presiedette un comitato che in seguito divenne la S.A.E.S. - Società Anonima Esercizio Stadium. Essa finanziò interamente la costruzione dell'imponente Stadium, il primo stadio di Torino, il più grande stadio d'Italia mai realizzato in precedenza e il più grande stadio in calcestruzzo armato del mondo (a quell'epoca). L'edificio sorse in una parte dell'ex terza piazza d'Armi, tra i corsi Mediterraneo, Montevecchio, Duca degli Abruzzi e Einaudi, e il Compans de Brichateau ottenne dal consiglio comunale la cessione a titolo gratuito del terreno a condizione che dopo 25 anni la società avrebbe restituito il lotto (e gli edifici sopra costruiti) alla città di Torino.
Fece parte di numerosi comitati e rivestì importanti cariche: presidente del Comitato per il Traforo ferroviario del Monte Bianco e presidente del Consorzio Conduttore del Canale di Caluso; membro, del Comitato esecutivo dell’Esposizione nazionale di Torino del 1884 e presidente della Commissione Zootecnica dell’esposizione; commissario, come rappresentante dell’Italia, alle Esposizioni Internazionali di Parigi (1878), di Anversa (1885), di Bruxelles, di St. Louis e di Liegi.
Nel 1914 divenne il primo presidente della storia del Comitato olimpico nazionale italiano; in precedenza era stato rappresentante italiano ad Atene alle prime Olimpiadi Moderne (1896) e rappresentante italiano e presidente dei Comitati temporanei organizzati rispettivamente per le Olimpiadi del 1908 e del 1912.